# Xylocopa columbiensis
Xylocopa columbiensis là một loài Hymenoptera trong họ Apidae. Loài này được Pérez mô tả khoa học năm 1901.